# Panzermuseum Kubinka
Das Panzermuseum Kubinka ist ein russisches Militärmuseum in Kubinka bei Moskau.
Mit seiner Sammlung von Panzern und anderen gepanzerten Fahrzeugen ist es weltweit eines der größten Museen dieser Art.
Das am 10. September 1978 eröffnete Museum zeigt zahlreiche international bekannte Panzer aus der Zeit des Ersten und Zweiten Weltkrieges sowie des Kalten Krieges. Die Sammlung umfasst Fahrzeuge aus zwölf Ländern und insgesamt 290 Panzer zwischen fünf und 188 Tonnen. Daneben werden Artilleriegeschütze, Spähpanzer und vielfältiges anderes Kriegsgerät gezeigt. Sowjetischen bzw. russischen Ursprungs sind 129 Exponate, unter anderem eine Vielzahl von Prototypen.
Die ausgestellten US-amerikanischen Panzer wurden während des Zweiten Weltkrieges unter den Voraussetzungen des Leih- und Pachtgesetzes bezogen, während die Panzer der Achsenmächte im Kampf oder nach Kriegsende erbeutet wurden. So ist zum Beispiel das letzte Exemplar des deutschen „Superpanzers“ vom Typ Maus und das letzte bekannte Exemplar des Kugelpanzers ausgestellt.
Weitere Objekte aus anderen Staaten wurden im Austausch mit sowjetischem Kriegsgerät erworben. Das Museum betrieb lange Zeit der Militär-Nachrichtendienst (GRU), der die Panzermodelle umfassend testete.
Im Jahr 2000 wurden alle Fahrzeuge entsprechend ihrem früheren Originalanstrich lackiert und haben damit wieder ihr historisches Aussehen.

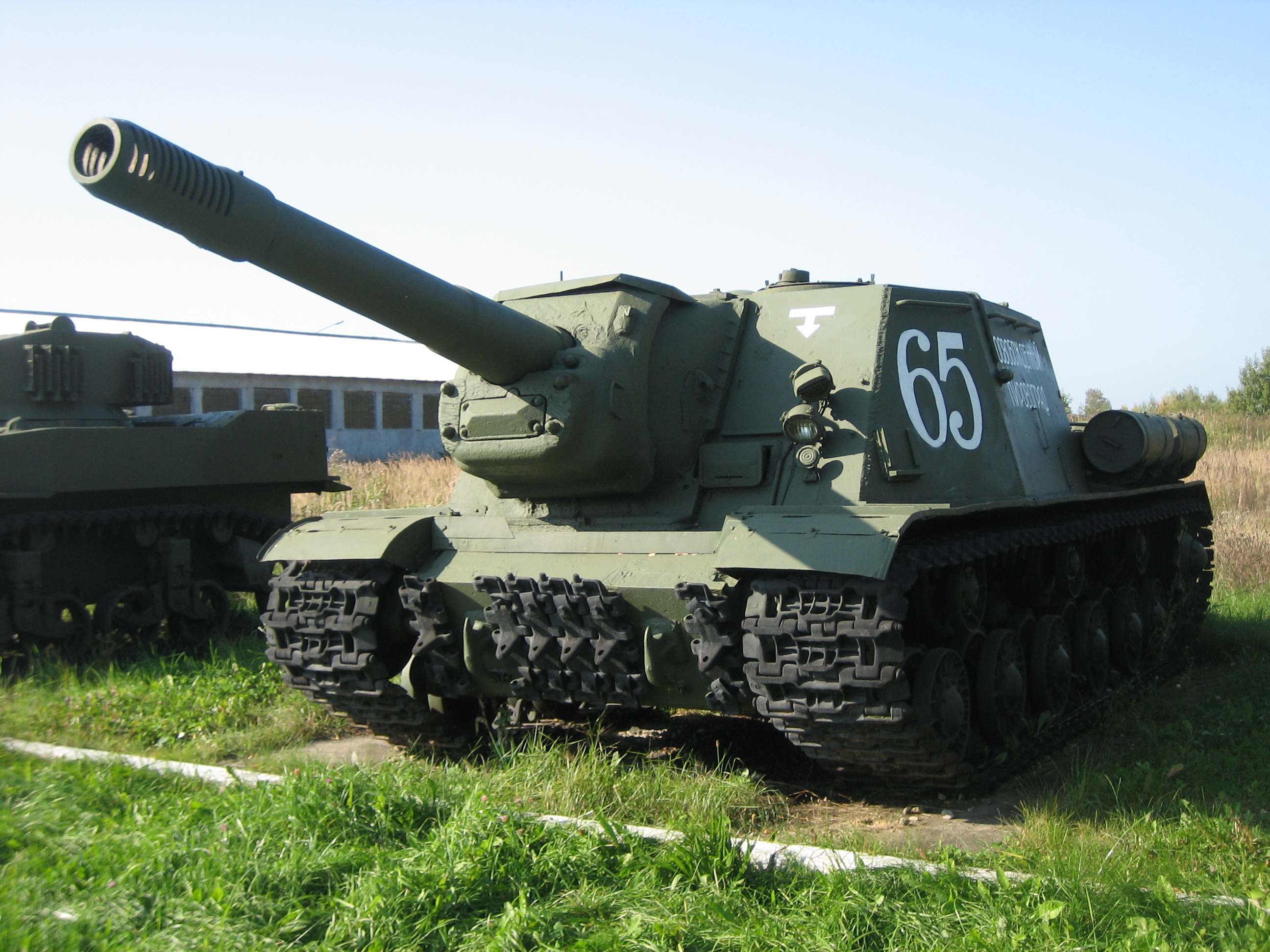
ISU-152
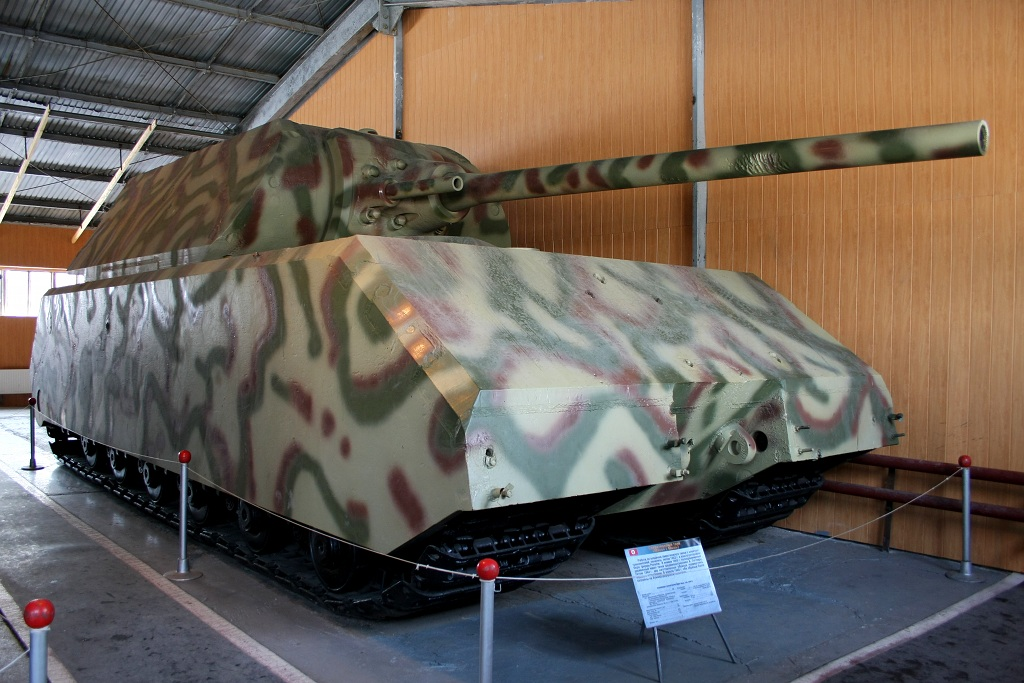
Panzerkampfwagen VIII Maus
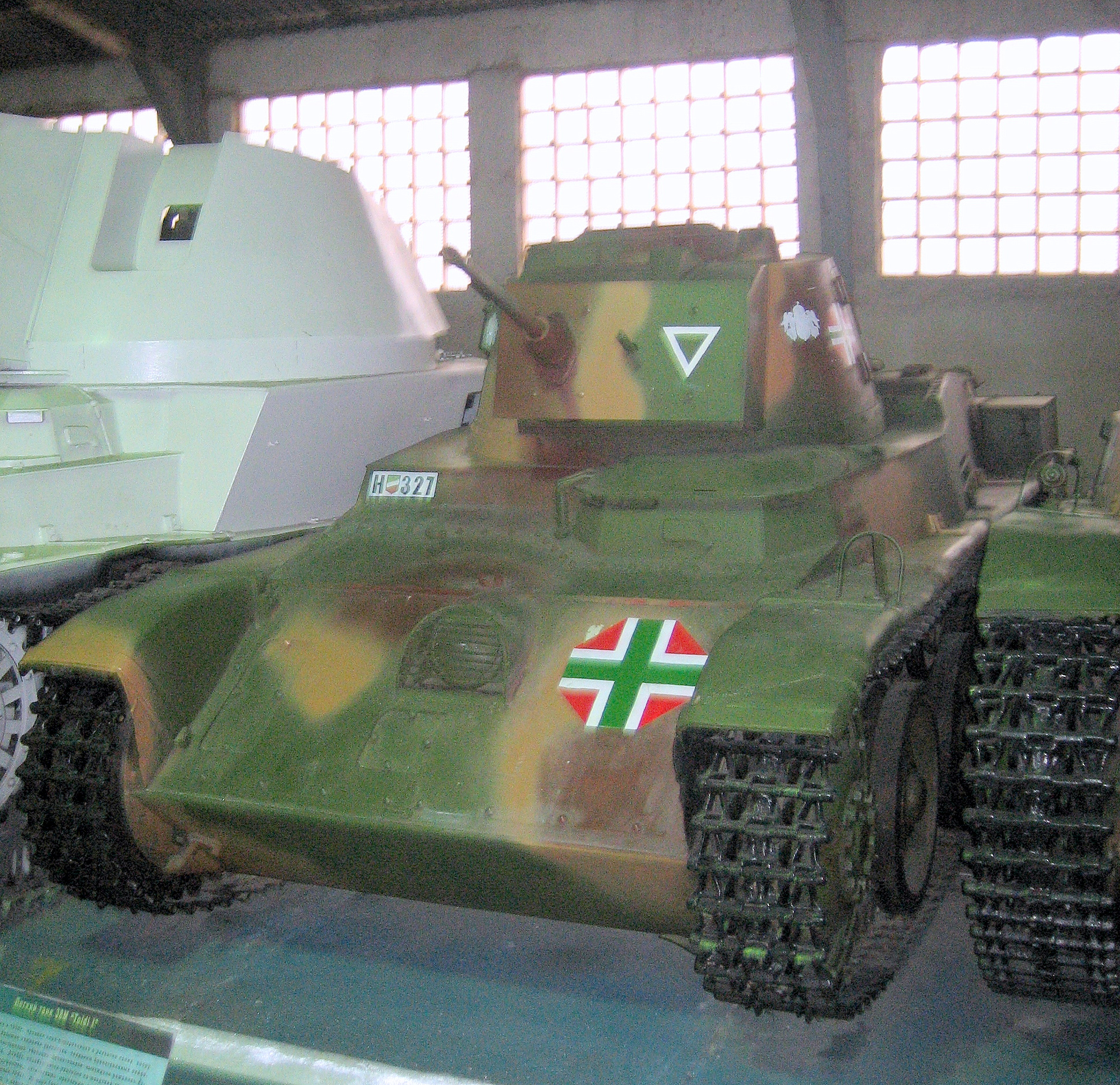
Toldi I
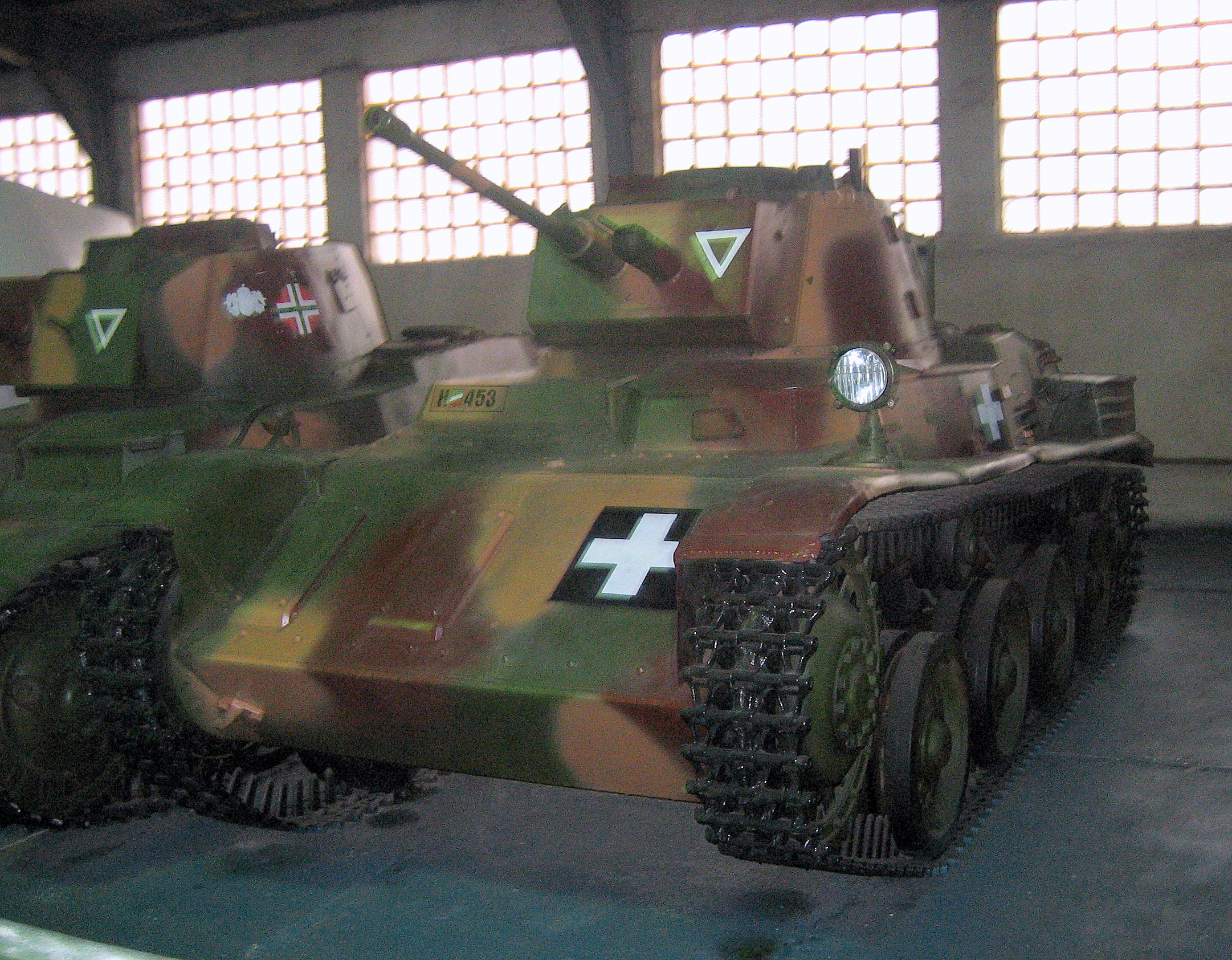
Toldi II
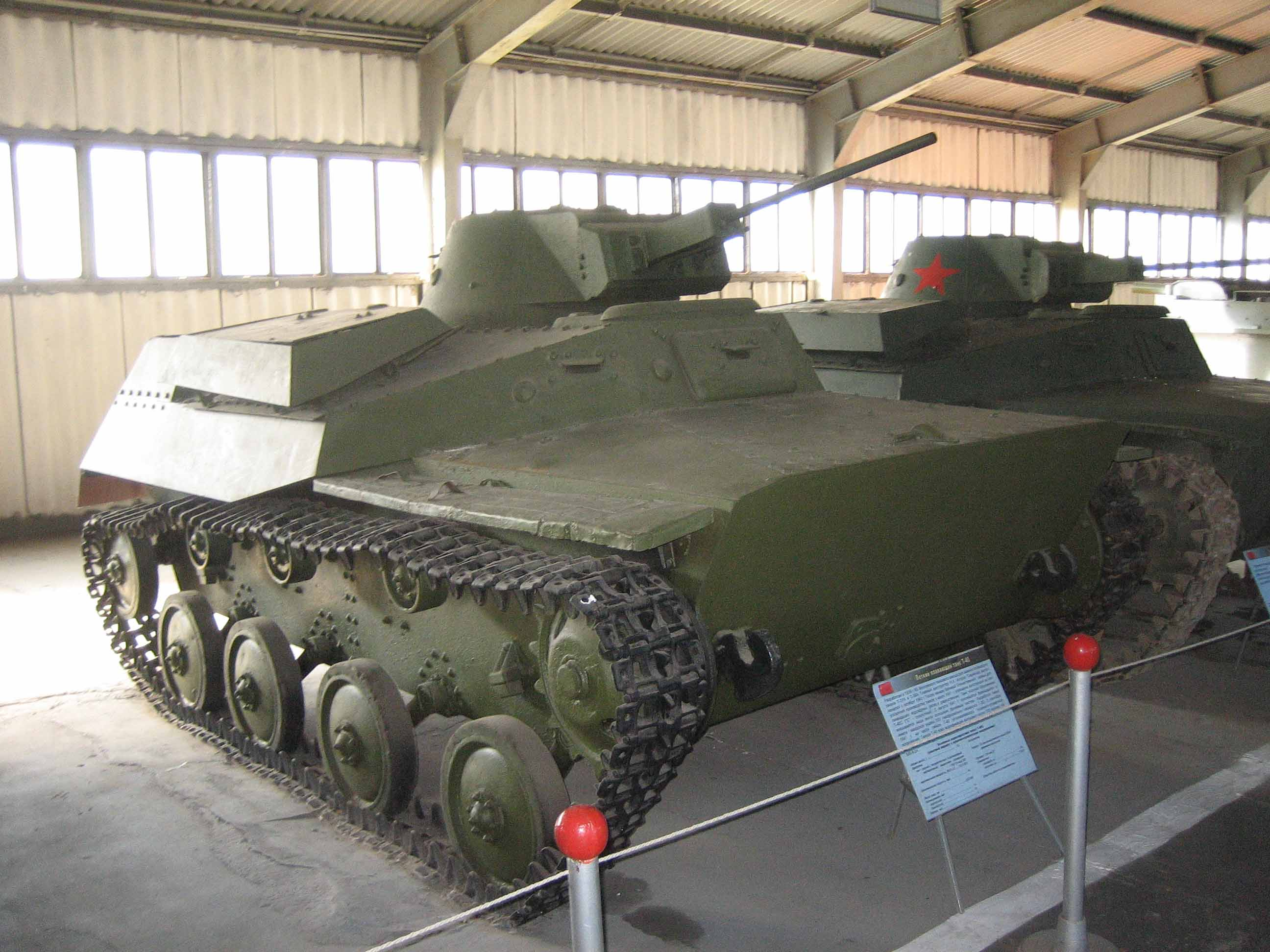
T-40S
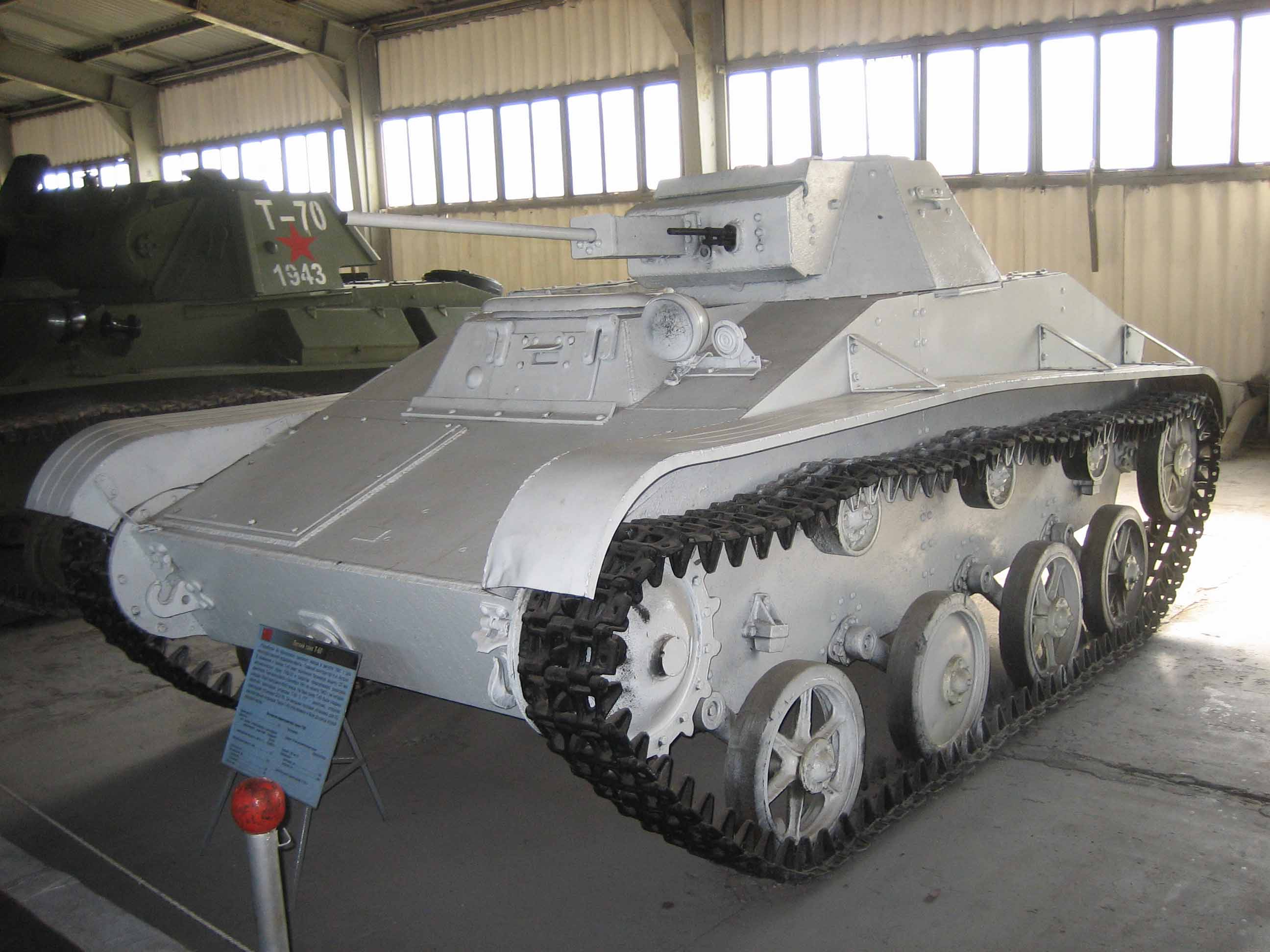
T-60
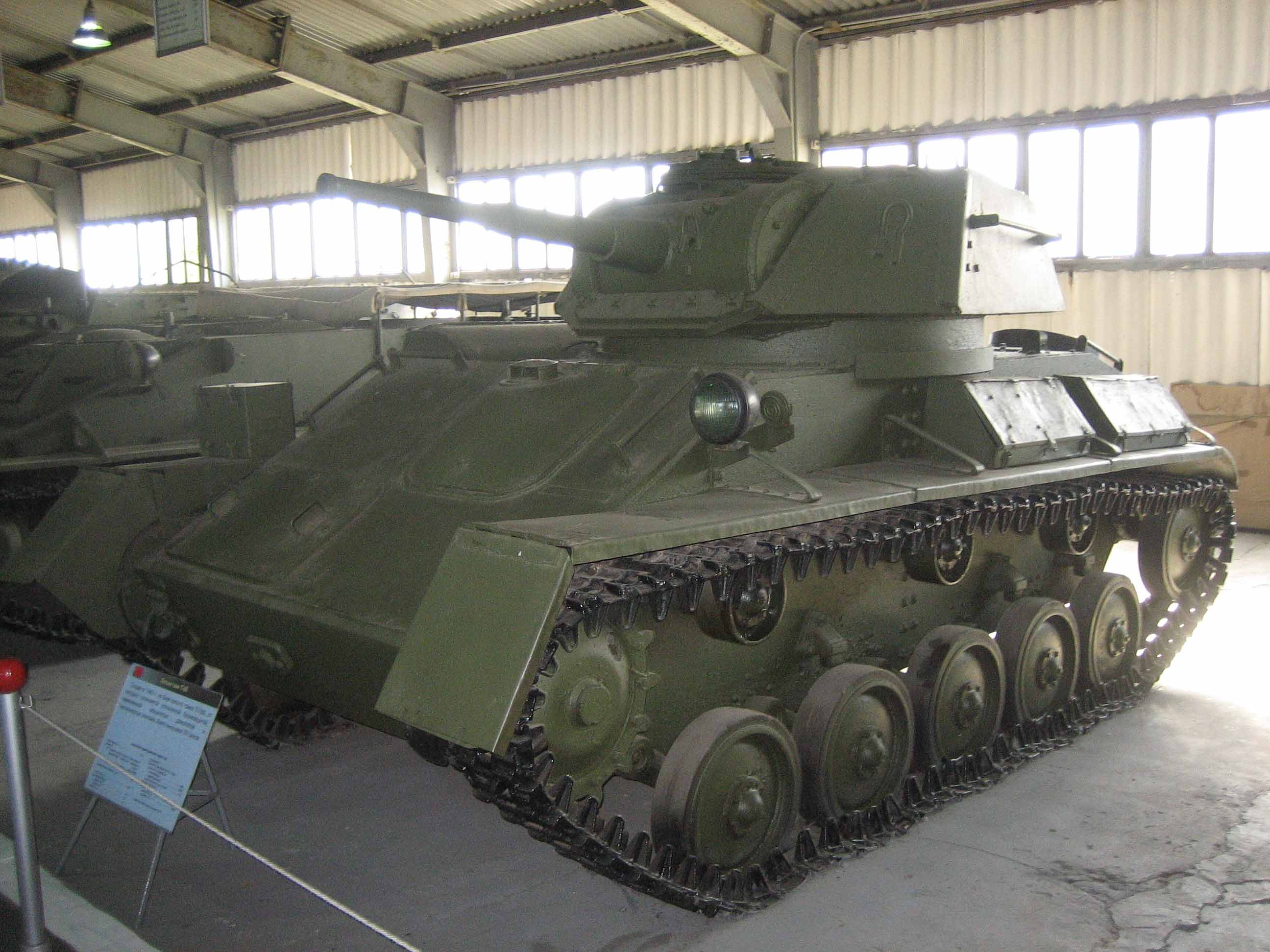
T-80
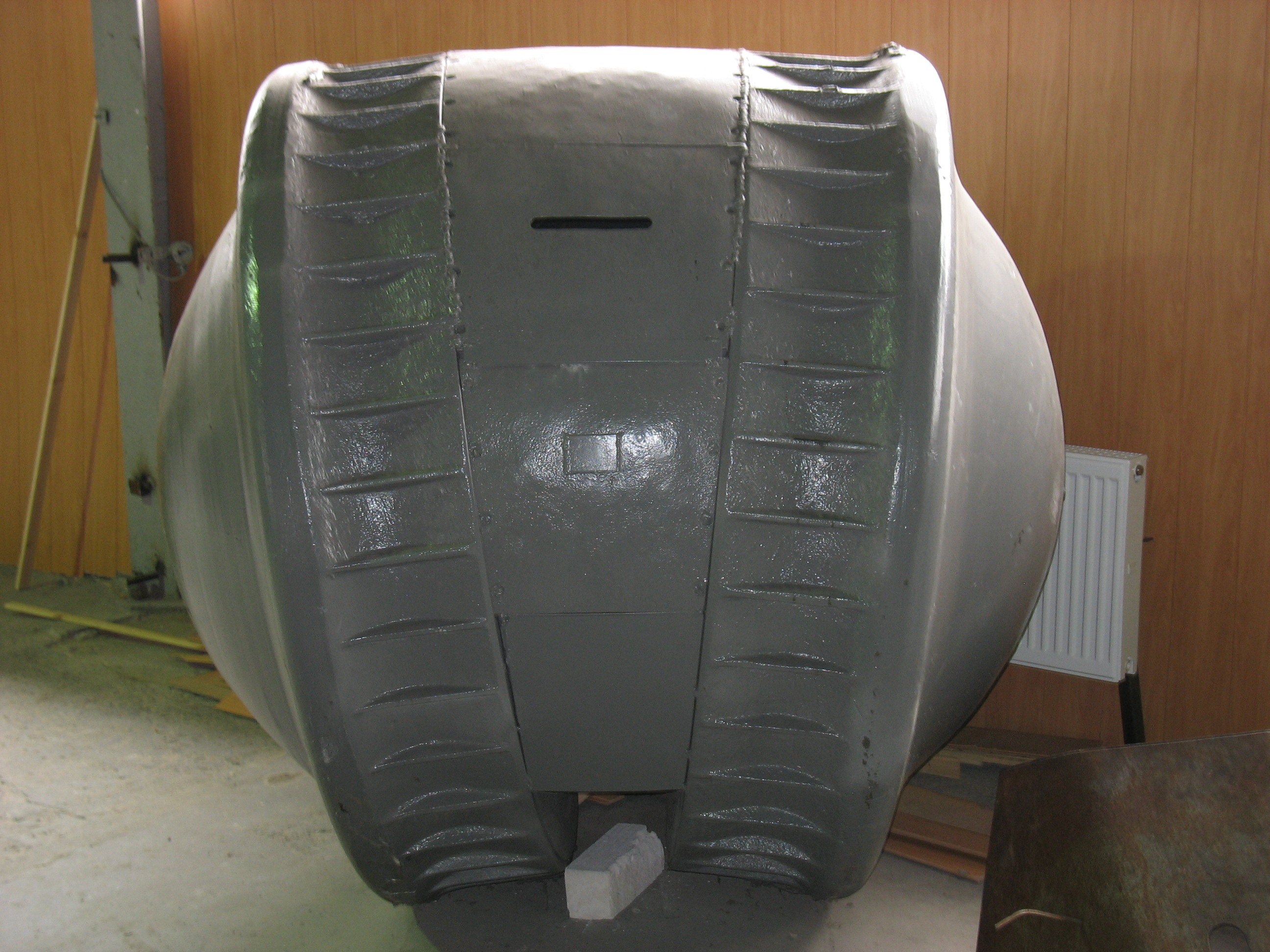
Kugelpanzer
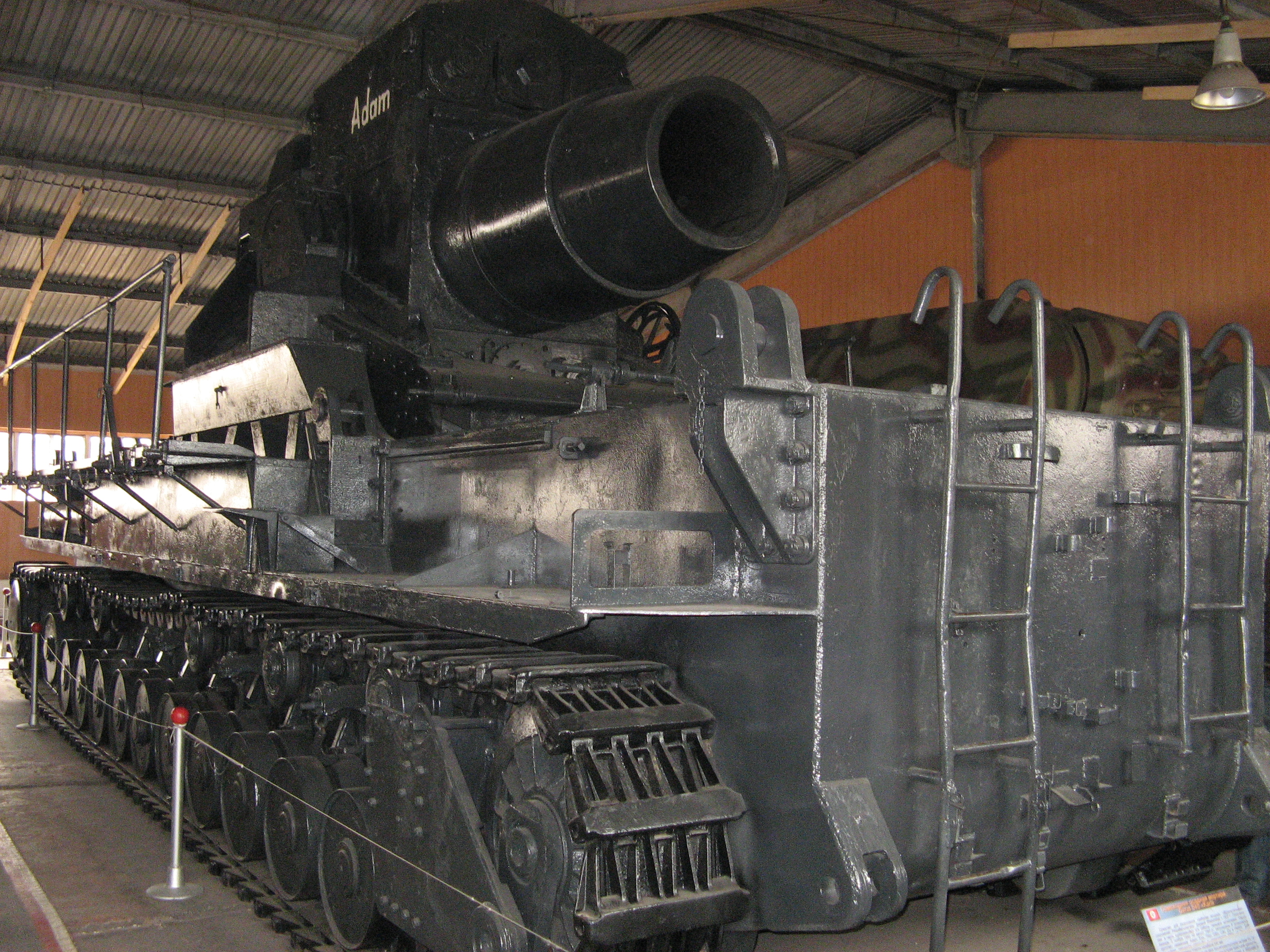
Mörser Karl
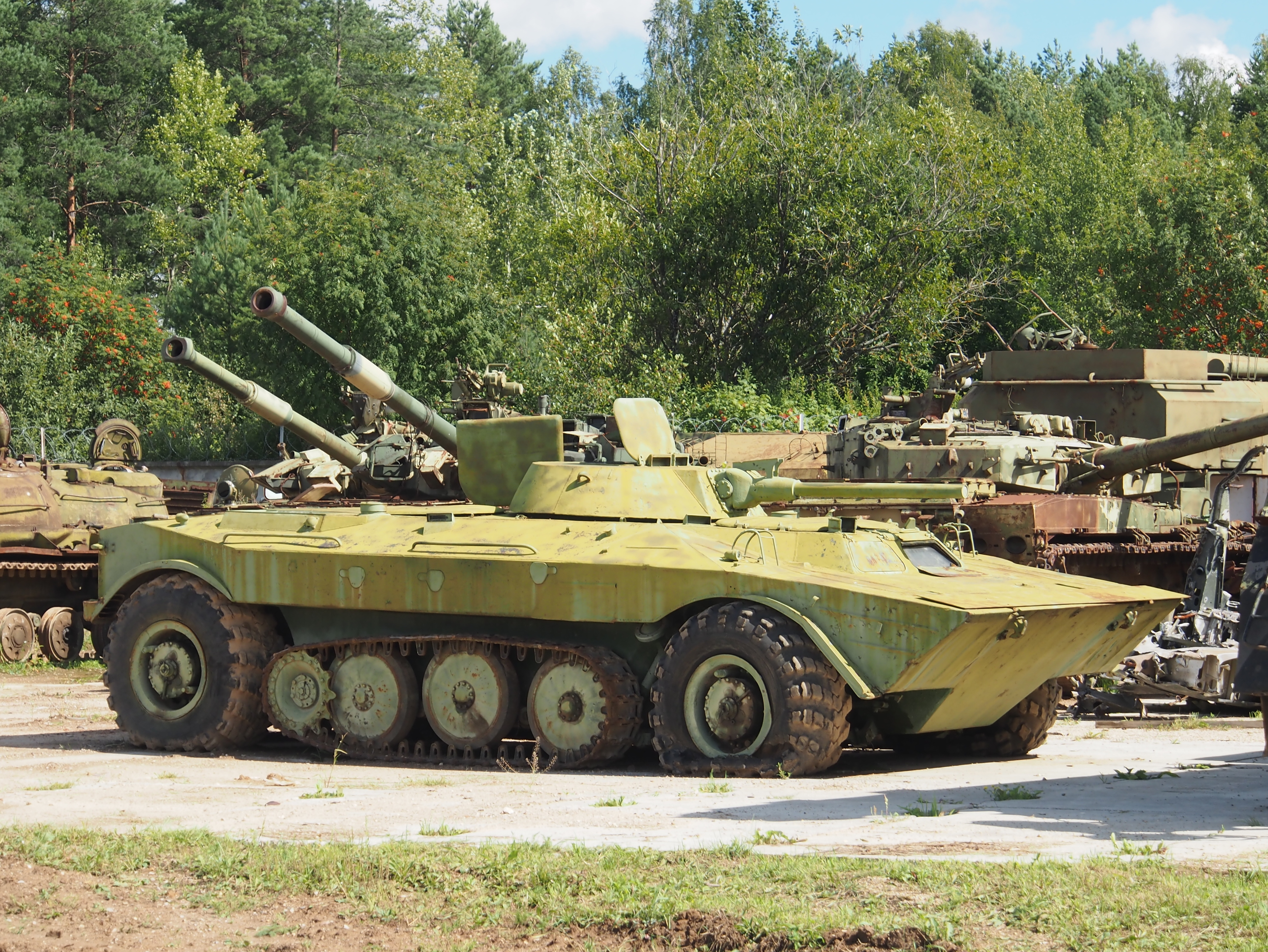
Objekt 19